# 캘리포니아 대학교 어바인
캘리포니아 대학교 어바인(University of California, Irvine)은 미국 캘리포니아주 어바인에 위치한 주립 대학교 중 하나이다. 약칭 UC Irvine, UC 어바인, UC 얼바인 또는 UCI. 캘리포니아 주정부 산하의 캘리포니아 대학교를 구성하는 10개 캠퍼스 가운데 하나이다. 캘리포니아 대학교는 모두 'UC(University of California)'라는 약칭을 사용한다. University of California, 버클리 캠퍼스(UC Berkeley)를 비롯해 UCLA, UC San Diego 등이 모두 여기에 속한다. 북아메리카 지역에서 연구를 선도하는 62개 대학으로 구성된 미국대학협회(AAU)의 일원이다.

## 역사
UC Irvine은 1965년 설립되었다. 1950년대 이후 캘리포니아 지역 개발이 확대되면서 더 많은 대학을 세워야 한다는 여론에 따라 UCI를 설립했다. 학교 이름에 들어간 ‘어바인’은 도시(어바인) 이름에서 따온 것이 아니라 학교 부지를 기증한 부동산회사 어바인컴퍼니(Irvine Company)에서 따온 것이다. 학교가 세워질 당시 어바인이라는 도시는 존재하지 않았다. 이후 캘리포니아 주정부는 어바인컴퍼니와 함께 대학 주변지역을 기업형 계획도시로 조성했다. 어바인 시는 대학이 설립된 지 6년 뒤인 1971년 공식적으로 출범했다. 한인이 많이 거주하는 오렌지 카운티(Orange County)에 위치하고 그림같은 풍경, 온화한 기후 덕분에 부유층이 선호하는 미국의 대표적 개발도시이다. 손꼽히게 높은 교육열과 낮은 범죄율로 미국에서 가장 살기 좋은 도시로 꼽힌다.
1996년 미국과 캐나다의 62개 대학으로 구성된 미국대학협회(AAU)에 가입했다. AAU 회원 대학은 학술 연구와 장학금, 전문교육 프로그램 분야에서 지속적으로 우수성을 인정 받고 있다.
2017년 현재 폴 머러지 경영대학(Paul Merage School of Business), 헨리 사무엘리 공과대학(Henry Samueli School of Engineering), 도날드 브렌 정보·컴퓨터대학(Donald Bren School of Information and Computer Sciences), 클레어 트레버 예술대학(Claire Trevor School of the Arts), 프랜시스코 J. 아얄라 생물과학대학 (Francisco J. Ayala School of Biological Science), 교육대학(School of Education), 인문대학, 법과대학, 의과대학, 간호대학, 약학대학, 물리과학대학, 사회생태학대학, 사회과학대학 등 14개 대학에서 학부 및 대학원 과정과 130개 이상의 프로그램을 운영하고 있다. 이 중 도날드 브렌 정보·컴퓨터대학은 UC 대학 중 유일한 컴퓨터 중심 단과대학이다.
2020년 기준 지원자는 97,916명으로 미국 4년제 대학 중 세번째 높은 지원자 수를 기록했다. 2019년 기준 합격률은 26.6%고 재학생의 98%는 내신 성적을 바탕으로 고등학교 상위 10%내에 졸업을 했다고 기록돼있다.
2020년 미국의 시사주간지 <U.S. 뉴스 & 월드 리포트>가 발표한 전미 종합대학순위에서 36위를, 전미 공립대학순위에서 9위를 차지했다. 영문학과의 경우 미국 전체에서 해당 학과 랭킹 6위를 차지하고 있으며, 특히 비교문학은 전미 3위다. 기타 비지니스 관련 학과에서도 빼어난 성장세를 보이고 있으며, 범죄학 쪽은 펜실베니아 대학교 등과 함께 전미 최고 수준을 유지하고 있다. 컴퓨터 사이언스과는 뉴욕대, 시카고대와 함께 30위를 기록했다. 2010년부터 개교한 로스쿨은 역사는 짧지만 2012년 가장 많은 변호사를 배출해낸 학교로 이름을 올렸고 2019년 로스쿨 순위에서 전미 23위를 기록했다.
2019년 미국의 머니 매거진(Money Magazine)이 전국 4년제 대학 2,000여곳을 대상으로 졸업률, 졸업생 소득 평가와 대출금 정도와 교수진의 수업평가 등을 종합적으로 분석해 학비 대비 가치가 높은 대학에서 1위를 차지했다. "최고의 공립 대학" 목록에 오른 대학 중 UC 어바인은 가장 짧은 역사의 학교이며, 공립학교 아이비 리그에 선정된 대학 중 하나이다.
졸업생 가운데 3명의 퓰리처상 수상자를 배출했다. 그리고 이 대학 교수 출신의 노벨상 수상자로는 1995년 노벨화학상을 수상한 프랭크 셔우드 롤런드(Frank Sherwood Rowland)와 노벨물리학상을 수상한 프레더릭 라인스(Frederick Reines), 2004년 노벨화학상을 수상한 어윈 로즈(Irwin Rose)가 있다.

## 캠퍼스 생활

### 학생 복지
UC 어바인에서는 학생들의 편리를 위해 심리상담, 미취학 아동을 위한 무료 어린이집, 헬스 서비스를 지원하고 있다.

## 지역사회 공헌
UC 어바인은 지리적으로 미국에서 5번째로 인구가 많은 캘리포니아주 오렌지 카운티에 위치하고 있으며, 개교 이래 지역사회와 긴밀한 협력관계를 유지하며 지역 사회의 질적 개선을 위한 연구를 수행해 오고 있다. 그 예로 UC 어바인은 UC 어바인 헬스 사이언스 시스템, 어바인 메디컬 센터, 어바인 수목원을 운영하고 있고, 캘리포니아 대학교 자연보호 구역 시스템 중 일부를 관장하고 있다.

## 같이 보기
- 캘리포니아 대학교 어바인 메디컬 센터